# Dichaetomyia carolina
Dichaetomyia carolina är en tvåvingeart som beskrevs av John Otterbein Snyder 1965. Dichaetomyia carolina ingår i släktet Dichaetomyia och familjen husflugor. Inga underarter finns listade i Catalogue of Life.